# Heiderhöfen
Heiderhöfen war im Hochmittelalter ein Wohnplatz im Gebiet des heutigen Alstaden an der Ruhr, einem Stadtteil von Oberhausen im rheinischen Teil des Ruhrgebiets.
Die Höfe sind im Laufe der Industrialisierung mit Alstaden zusammengewachsen, ihr Name lebt aber heute in Form des Straßennamens Heiderhöfen fort.

## Geschichte
Die Heiderhöfen entstanden am Rande der Alstadener Lehmspreite, an einem Durchlass der Bergischen Landwehr.
Ihr Name deutet auf das Heidegebiet hin, auf dem sie angelegt wurden. Da diese Fläche für die Landwirtschaft eher ungeeignet ist, schreibt man ihre Entstehung vielfach der jüngeren Zeit zu, auch wenn ihre Anlage vor der Entstehung des Namens Alstaden geschehen sein muss, da die häufige Übersetzung von Alstaden als „alte Stätte“ nur in Hinblick auf die Höfe an der Heide zu verstehen ist.
Die Heiderhöfen gehörten wie Alstaden seit dem frühen Mittelalter zur Herrschaft Broich im Herzogtum Berg. Die alte Landwehr war bis ins 17. Jahrhundert die Grenze nach Meiderich, bevor sich Alstaden und damit die Herrschaft Broich weiter nach Norden in die Lipper Heide ausdehnten.
Aus den Rauchhühnerverzeichnissen der Herrschaft Broich sind als die ältesten Niederlassungen die Höfe Flocken, Häntgen, Lukas, Kiepen, Gräfermann sowie Rademacher, direkt am Heiderand, bekannt. Wo die Moldau, ein kleiner, inzwischen ausgetrockneter Wasserlauf, in die Ruhrauen mündete, lagen weitere alte Bauerngute, namentlich Lohmann, Roland, Gütz und Bruß.
Später entstanden westlich der alten Heiderhöfen im sogenannten „neuen Feld“ die Höfe Kuhlmann, Kämpgen, Mertens, Ortmann, Bonett und Wintgens im Büschken. Die Anlegung dieser Gehöfte wird auf das späte 17. Jahrhundert datiert.
Die Höfe in der Heide bildeten ab dem 16. Jahrhundert mit Alstaden die Honnschaft Alstaden, später ab etwa 1800 die Gemeinde Alstaden. Im Laufe der Industrialisierung und des damit verbundenen rasanten Bevölkerungswachstums wuchsen die Heiderhöfen ab der Mitte des 19. Jahrhunderts mit Alstaden zusammen. Bis zum Ersten Weltkrieg wurde Heiderhöfen noch zur Bezeichnung des westlichen Teils Alstadens genutzt, bevor der Name 1910 bei der Eingemeindung Alstadens in die neue Bürgermeisterei Oberhausen zum Straßennamen der alten Bismarckstraße, der vormaligen Dorfstraße der Heiderhöfen, wurde. 

### Kiepens Hof
Der bedeutendste der Heiderhöfen war seit jeher der Kiepens Hof, der schon um 1550 bestand. Er ist der einzige Hof, der in einer Aufzählung der Herrschaft Broich als „freies Gut“ gelistet ist. In einer Broicher Urkunde aus dem 16. Jahrhundert heißt es, dass im Kiepenhof („Keypengoed“ genannt), der zum Kirchspiel Meiderich gehört, die Taufen stattfinden und die Toten begraben werden. In späteren Zeiten dienen die Besitzer des Hofs oft als Honnschafts-Älteste oder Obermänner für Alstaden. 1655 starb Arndt Kippen, der mit 90 Jahren ein für damalige Verhältnisse methusalemhaftes Alter erreichte.
Um 1821 besaßen die Kiepen großen Grundbesitz in Alstaden. Auf einer Flurkarte ihrer Güter tauchen bekannte Bezeichnungen wie Rehmer, Stubbenbaum, Franzenkamp, Kiwittenberg und Breitenbruch auf, die noch heute Straßennamen sind. Die letzte Namensträgerin soll schließlich Kiepens Gretchen gewesen sein, die um 1900 starb. Das Gebäude des Kiepens Hof, das Ende des 18. Jahrhunderts errichtet worden ist, besteht noch heute und steht unter Denkmalschutz.
Auch der Name der preußischen Königin Luise taucht im Zusammenhang mit dem Kiepens Hof auf. Sie soll während der Sommermonate 1787 und 1791, die sie auf Schloss Broich verbrachte, oft zu Gast auf dem Kiepens Hof in Alstaden gewesen sein. 1791 schenkte sie dem Bauern Kiepen eine Bibel zur Goldhochzeit.

## Fortleben der Heiderhöfen
Zwar gibt es Heiderhöfen als Wohnplatz schon lange nicht mehr, es erinnern aber immer noch einige Gebäude und insbesondere Straßennamen an das alte Dorf.
Am stärksten leben die Heiderhöfen wohl im Straßennamen Heiderhöfen fort, den die alte Dorfstraße trägt. Viele alte Flurbezeichnungen aus dem Gebiet der Heiderhöfen sind heute zu anderen Straßennamen geworden, dazu zählen der Rehmer, der Stubbenbaum („gestutzter Baum“), der Franzenkamp („französisches Feld“), der Kiwittenberg („Kiebitzenberg“) sowie der Breitenbruch und die Broicher Straße, die beide an das Sumpfgebiet erinnern, in dem auch die Heiderhöfen angelegt worden sind.
Zudem erinnern einige Straßennamen an alte Gehöfte, die zu den Heiderhöfen zählten. Das Flockenfeld führt durch die einstigen Felder des Heiderhöfer Bauern Flocken, das Kiepenfeld durch jene des Kiepens Hof.
Ein Neubaugebiet im Süden der Heiderhöfen hat 2015 den Namen Lohmannshof erhalten.
Der Kiepens Hof besteht bis heute als denkmalgeschütztes Gebäude am Fröbelplatz, dem alten Heiderhöfer Dorfplatz, mit der Adresse Flügelstr. 132. Es handelt sich um einen giebelständigen Backsteinbau mit Satteldach und Rechteckfenstern, der um 1800 errichtet worden sein soll. Der kleine Fußweg, der neben dem Kiepens Hof beginnt und über den Germaniaweg bis zur Blattstraße führt, hieß um 1823 Weg von Kiepens Heck und wird heute noch im Volksmund als Kiepens Eck bezeichnet.